# Klatka kluczowa
Klatka kluczowa (ang. key frame) – element łączący klatki pośrednie w procesie animacji.
Klatka kluczowa zawiera kluczową dla danej sekwencji ruchu informację na temat pozy (w przypadku animacji człowieka) lub rozmieszczenia elementów danej sceny (w przypadku animacji obiektów). Występuje co określoną, ale niekoniecznie stałą, liczbę zwykłych klatek pośrednich – uwarunkowane jest to typem danej animacji.

## Zastosowanie w animacji klasycznej i komputerowej
Oryginalnie klatki kluczowe rysowane były przez jednego z głównych animatorów lub reżysera filmu animowanego, a klatki pośrednie dorysowywali zwykli animatorzy. Ten workflow pozwalał na wierne odwzorowanie wizji ruchu reżysera i jednocześnie na rozłożenie pracy pomiędzy wielu animatorów.
Obecnie operowanie klatkami kluczowymi to jedna z metod animacji komputerowej. W programach do animacji pojęcie to oznacza praktycznie to samo, co w animacji tradycyjnej, z tą jednak różnicą, że klatki pośrednie tworzone są (poprzez odpowiednie algorytmy) automatycznie (tweening). W przypadku animacji filmów długometrażowych wysokiej jakości produkowanych przez takie wytwórnie jak Pixar, DreamWorks czy Blue Sky Studios, proces tworzenia klatek pośrednich jest w dużej mierze korygowany ręcznie przez animatora.